# Kamienicki Młyn
Kamienicki Młyn (dodatkowa nazwa w j. kaszub. Kamienicczi Młin) – kaszubska wieś letniskowa w Polsce, położona w województwie pomorskim, w powiecie kartuskim, w gminie Sierakowice, na północnozachodnim krańcu Kaszubskiego Parku Krajobrazowego przy trasie dawnej linii kolejowej z Kartuz do Lęborka. Kamienicki Młyn jest częścią składową sołectwa Kamienica Królewska. 
| SIMC    | Nazwa   | Rodzaj    |
| ------- | ------- | --------- |
| 0171026 | Kukówka | część wsi |

W latach 1975–1998 miejscowość administracyjnie należała do województwa gdańskiego.
Miejscowość jest połączona nową drogą powiatową (nr 1431G) z Niepoczołowicami i Kamienicą Królewską, stanowiąc jedyne i pierwsze w historii połączenie szosą asfaltową obszaru gmin Sierakowice i Linia (projekt był współfinansowany przez Unię Europejską z funduszu EFRR). 
Oferta turystyczna miejscowości zawiera agroturystykę i wczasy w siodle organizowane przez miejscowy zajazd "Rancho Kazimierzówka". W bezpośrednim sąsiedztwie wsi wznosi się wzgórze "Zamkowa Góra" z pozostałościami starego grodziska, do którego nawiązują lokalne kaszubskie legendy.
W użyciu jest również wariant nazewniczy Kamienica-Młyn.